# Troy Findley
Pour les articles homonymes, voir Findley.
Troy Findley, né le 11 juillet 1964, à Lawrence (Kansas), est un homme politique américain. Membre du Parti démocrate, il est lieutenant-gouverneur du Kansas de 2009 à 2011.

## Biographie
Diplômé de l'université du Kansas, Findley est élu à la Chambre des représentants du Kansas de 1994 à 2003. En 2005, il devient chef de cabinet de Kathleen Sebelius, gouverneur de l'État, fonction qu'il conserve lors de l'entrée en fonction de Mark Parkinson en 2009, avant que ce dernier ne le nomme peu après au poste de lieutenant-gouverneur. Il quitte ses fonctions en 2011, lorsque Jeff Colyer lui succède.